# Iso-Virtukka
Iso-Virtukka är en ö i Finland.   Den ligger i kommunen Masko i den ekonomiska regionen  Åbo ekonomiska region  och landskapet Egentliga Finland, i den sydvästra delen av landet, 170 km väster om huvudstaden Helsingfors.
Terrängen på Iso-Virtukka är mycket platt. Öns högsta punkt är 11 meter över havet.